# Diplusodon hatschbachii
Diplusodon hatschbachii är en fackelblomsväxtart som beskrevs av A. Lourteig. Diplusodon hatschbachii ingår i släktet Diplusodon och familjen fackelblomsväxter. Inga underarter finns listade i Catalogue of Life.